# لورا والنته
لورا والنته (ایتالیایی: Laura Valente) با نام هنری لورا بورتولوتی (ایتالیایی: Laura Bortolotti؛ زادهٔ ۳ سپتامبر ۱۹۶۳ در میلان) خواننده و نوازنده اهل ایتالیا است.

## زندگی و حرفه
والنته در نوجوانی، پس از آنکه در یک مسابقه ترانه‌سرایی با ترانه‌ای درباره یک جوان قربانی اعتیاد به مواد مخدر برنده شد، در سال ۱۹۸۴ با جیانی بلا در آلبوم G.b.2 همکاری کرد، که منجر به امضای اولین قراردادش در ضبط موسیقی شد.
در سال ۱۹۸۵ با منگو آشنا شد و همکاری مشترکی در موسیقی و زندگی آغاز کرد. منگو نه تنها والنته را به‌عنوان خواننده در چهار آلبوم موفق خود مشارکت داد، بلکه اولین آلبوم استودیویی او (Tempo di Blues) را در سال ۱۹۸۶ تهیه کرد، که در کنار فروش خوب، با نقدهای مثبتی از سوی منتقدان نیز مواجه شد.
در سال ۱۹۹۰، او به‌عنوان خواننده اصلی گروه مشهور ماتیا بازار، جایگزین آنتونلا روجیرو شد.  نخستین آلبوم او با گروه ماتیا بازار در سال ۱۹۹۱ منتشر شد. او با ماتیا بازار در سال ۱۹۹۲،  حضوری موفق در جشنواره موسیقی سانرمو داشت.
با این حال، پس از مرگ آلدو استیلیتا، نوازنده بیس و ترانه‌سرای اصلی ماتیا بازار در سال ۱۹۹۸، والنته تصمیم گرفت برای تمرکز بیشتر بر روی خانواده‌اش، از گروه جدا شود.